# Atopula
Atopula är en ort i Mexiko.   Den ligger i kommunen Huitzuco de los Figueroa och delstaten Guerrero, i den sydöstra delen av landet, 130 km söder om huvudstaden Mexico City. Atopula ligger 1 036 meter över havet och antalet invånare är 162.
Terrängen runt Atopula är huvudsakligen lite bergig. Atopula ligger nere i en dal. Runt Atopula är det ganska glesbefolkat, med 27 invånare per kvadratkilometer. Närmaste större samhälle är Ciudad de Huitzuco, 6,1 km väster om Atopula. I omgivningarna runt Atopula växer huvudsakligen savannskog.